# Digimon Adventure 02
Digimon Adventure 02 (デジモンアドベンチャー02 (Số mã bảo bối Đại mạo hiểm 02) Dejimon Adobenchā Zero Tsū), hay còn gọi là Digimon 02 và Digimon: Digital Monsters là loạt anime dành cho thiếu nhi được sản xuất bởi Toei Animation. Đây là loạt phim thứ hai trong seri Digimon, lấy bối cảnh ba năm sau sự kiện của mùa trước Digimon Adventure. Phim được phát sóng tại Nhật Bản từ 2 tháng 4 năm 2000 đến 25 tháng 3 năm 2001.

## Nội dung
Ba năm sau khi cuộc hành trình của nhóm Taichi kết thúc, hai mẹ con Takeru chuyển về Odaiba sống cùng khu nhà với Miyako và Iori. Trong buổi sáng hôm đó, Taichi nhận tín hiệu khẩn cấp từ Agumon, cầu liền đi đến thế giới kĩ thuật số để tìm hiểu vụ việc. Lúc đó Agumon, Patamon và Tailmon đều cho biết thế giới số đang bị Digimon Kaiser thống trị và ngăn chặn toàn bộ Digimon tiến hóa. Không còn cách nào khác, Taichi cùng nhóm Agumon vừa chạy vào hang động gần đó vừa gửi tin nhắn khẩn đến Koushiro nhưng tin nhắn đó lại đến Miyako. Trong khi đó, Taichi phát hiện một vật kì lạ có hình trứng, trên đó có in hình huy hiệu của mình. Cậu thử nhấc nó lên nhưng không được và thay vào đó là ba tia sáng lam, đỏ, vàng từ đó bay đến thế giới thực và vào lần lượt đến tay Daisuke, Miyako và Iori rồi biến thành Digivice D-3. Không một chút ngần ngại, Takeru, Hikari và Daisuke đến thế giới số tìm Taichi trong hang động và cũng thấy quả trứng lạ đó. Tuy nhiên, Daisuke nhấc được quả trứng lạ đó và V-mon xuất hiện cho biết cậu nhấc được Digimental. Hôm sau, Miyako, Iori, Sora và Koushiro cũng tìm thấy hai Digimental khác ở trên đỉnh kim tự tháp. Trong khi Sora và Koushiro không nhấc được nhưng Miyako và Iori lại làm được như Daisuke rồi hai Digimon đồng hành Hawkmon và Armadimon lần lượt xuất hiện. Cả ba đều giúp Digimon của mình áo giáp tiến hóa sau khi hô "Digimental Up" (デジメンタルアップ Dejimentaru Appu). Tuy nhiên, khác với nhóm Taichi, Takeru và Hikari đều sử dụng được Digimental cũng như Digivice của cả hai biến đổi qua D-3 như của nhóm Daisuke. Sau những lần giúp đỡ Digimon đồng hành của Yamato, Jou và Mimi, giải phóng vùng đất Digimon Kaiser đang chiếm giữ, nhóm bạn Daisuke mới biết rằng Digimon có thể tiến hóa bình thường khi không có Tháp Bóng tối hoặc ngọn tháp đó bị phá hủy. Chính ngọn tháp này giúp Digimon Kaiser kết nối với các Digimon đang bị chế ngự bởi vòng Hắc ám.
Sau một thời gian, Daisuke biết được chân tướng thật của Digimon Kaiser chính là cậu học sinh ưu tú nổi tiếng lúc đó, Ichijouji Ken có ý định ở lại thế giới số vĩnh viễn và gây hỗn loạn ở thế giới này. Thậm chí hắn còn lấy độc trị độc khi chế ngự Agumon của Taichi để chống trả lại nhóm bạn Daisuke nhưng thất bại. Từ lúc đó, Daisuke, Miyako và Iori đều lần lượi nhận thêm một Digimental nữa để tiến hóa. Ngày 3 tháng 8, linh hồn của Wizarmon hiện về báo cho nhóm bạn kẻ thù đứng sau Digimon Kaiser cũng như "lòng tốt sẽ giải phóng ánh sáng vàng" để "đưa kẻ bị lún sâu trong bóng tối trở về". Sau ngày hôm đó, nhóm bạn nhờ hai bố con Yamato, Taichi và Koushiro giả làm chuyến đi dã ngoại để bước vào trận chiến cuối cùng với Digimon Kaiser trong thế giới số. Thế nhưng, hắn đã tranh thủ thời gian đó tạo ra Chimeramon để tiến tới thành bá chủ thế giới số. Takeru vào thẳng căn cứ của Digimon Kaiser (thực tế là con tàu bay) và trực tiếp đối đầu với hắn ở đó. Khi cả nhóm bạn tiến vào thì cũng lúc Chimeramon tấn công khiến cả nhóm bị thiệt hại. Lúc này Daisuke vô tình tìm thấy Digimental màu đen và lập tức hóa vàng khi cậu vừa chạm vào và dùng nó giúp V-mon áo giáp tiến hóa thành Magnamon, tiêu diệt Chimeramon. Digimon Kaiser bị nhóm bạn bắt sống và dần quay lại thành Ichijouji Ken, còn Wormmon do truyền toàn bộ sức mạnh của mình cho Magnamon cộng với trúng đòn của Chimeramon nên đã chết trước mặt Ken. Nghe theo lời khuyên của nhóm bạn, cậu quay về thế giới thực sau hơn 3 tháng ở trong thế giới số. Hôm sau, nhóm bạn Daisuke quay lại giúp các Digimon khắc phục thiệt hại do Digimon Kaiser gây ra, đồng thời phá hủy dần các ngọn tháp Bóng tối do hắn dựng lên. Trong khi đó, Ken phải chiến đấu nội tâm trong những sự dằn vặt của mình. Cậu quay lại thế giới số đi đến làng Khởi Nguyên, mặc cho bị các Digimon ở đó mắng nhiếc sỉ nhục, Ken tìm lại Wormmon được tái sinh nhờ huy hiệu Nhân Ái mà cậu nhận lại sau khi trở lại là mình, đồng thời còn hỗ trợ nhau phá hủy các ngọn tháp Bóng tối do mình dựng lên.
Một người phụ nữ bí ẩn tận dụng các ngọn tháp Bóng tối còn lại để biến chúng thành Digimon sau khi lấy tóc của mình cắm vào ngọn tháp. Các Digimon này không những phá hoại công sức nhóm bạn Daisuke mà còn gây trở ngại cho nhóm bạn. Mỗi lần như thế thì Ken xuất hiện cùng với Stingmon (thể trưởng thành của Wormmon) tiêu diệt các Digimon đó trước mặt nhóm bạn. Lần khác, căn cứ trước đây của Digimon Kaiser gây nhiễu loạn thế giới số, nhóm bạn Daisuke cùng Ken đến giải quyết sự cố này, đúng lúc này, người phụ nữ kia xuất hiện tập hợp một vài ngọn tháp Bóng tối biến thành Okuwamon gây cản trở nhóm bạn. Giữa cuộc chiến, nhóm bạn xảy ra lục đục giữa Ken và Daisuke, từ chính lục đục này giúp Ken tỉnh ngộ mục đích của mình và vô tình xuất hiện hợp thể tiến hóa. XV-mon và Stingmon hợp thể thành Paildramon đánh bại Okuwamon, trong khi đó, Ken dùng huy hiệu của mình chế ngự căn cứ nhưng không hiệu quả. Không còn cách nào khác, Paildramon đành phải phá hủy căn cứ của Digimon Kaiser để ngăn chặn phát nổ do nhiễu xạ. Lần khác, nhóm bạn trực tiếp đối đầu với người phụ nữ bí ẩn đó và mụ ta hiện nguyên hình là Archnemon tấn công nhóm bạn Thế nhưng, nhóm bạn đã lật ngược thế cờ, đánh bại Archnemon nhưng Mummymon nhanh chóng giải cứu mụ rồi tẩu thoát. Sau thất bại nhục nhã đó, Archnemon dùng 100 ngọn tháp Bóng tối biến thành BlackWarGreymon để tấn công nhóm bạn, thế nhưng bản thân hắn cũng nằm ngoài tầm kiểm soát của mụ nên hắn tấn công cả nhóm Daisuke lẫn Archemon và Mummymon rồi bỏ đi. Lần khác, BlackWarGreymon quay lại phá hủy 5 trong số 6 Linh Thạch (Holy Stone, chúng có nhiệm vụ bảo vệ thế giới số) ở thế giới này sau khi phong ấn của mỗi tảng bị phá. Tuy nhiên, đến tảng đá cuối cùng ở trong rừng trúc, nhóm bạn bảo vệ Linh Thạch thành công và dùng D-3 của mình giải phóng Quinglongmon, tại đây Digimon thần long đã nói cho nhóm bạn quá trình bảo vệ thế giới số kể từ nhóm Taichi đến hiện giờ. Thất bại trong việc phá hủy Linh Thạch, Archnemon và Mummymon tẩu thoát, còn BlackWarGreymon bỏ qua thế giới thực trong đau khổ. Sau cùng, toàn bộ tháp Bóng tối bị phá hủy hoàn toàn ngay trong mùa đông năm 2002.
Đêm Giáng Sinh năm đó, nhóm Taichi phát hiện một tháp Bóng tối khi Yamato đang biểu diễn ở gần đó rồi các Digimon đi lạc tấn công ở đó. Nhóm Daisuke nhận tin liền từ nhà Ken đến hỗ trợ nhóm Taichi phá ngọn tháp đó và tập trung các Digimon đi lạc để đưa về lại thế giới số. Sáng hôm sau, nhiều ngọn tháp bóng tối cùng với vô số Digimon đi lạc xuất hiện trên toàn thế giới thực. Một vị ẩn sĩ trẻ tên Gennai quy tụ nhóm bạn lại để trả lại năng lượng từ huy hiệu của nhóm Taichi cho mọi người. Trong khi đó, sức mạnh này còn bay đến Paildramon giúp tiến hóa lên Imperialdramon, nhờ đó mà Daisuke và Ken có thể tập trung các Digimon đi lạc và phá hủy toàn bộ tháp bóng tối khắp Nhật Bản chỉ trong một thời gian ngắn. Từ trưa hôm đó, nhóm bạn dùng Imperialdramon đi khắp thế giới phá hủy tháp Bóng tối và đưa các Digimon đi lạc trở về thế giới số. Thế nhưng trong khi đó, Archnemon và Mummymon dụ dỗ một số đứa trẻ đi theo chúng. Vài ngày sau, Ken biết được chính Oikawa Yukio đứng sau vụ này và bắt cậu đưa đến Hikarigaoka để lấy hạt giống hắc ám ra khỏi người cậu mà cấy vào mấy đứa trẻ mà hắn dụ dỗ trước đó. Thế nhưng Daisuke nhanh chóng giải cứu Ken rồi cùng nhóm bạn đánh bại binh đoàn Demon đang hành trung tại đó. Không một chút chần chừ, nhóm bạn theo dõi những đứa bé để lấy hạt giống ra nhưng khi theo dõi Oikawa, BlackWarGreymon xuất hiện buộc WarGreymon và Imperialdramon chiến đấu với hắn và hắn thật sự thay đổi sau trận chiến này. Vài ngày sau, một trong những đứa trẻ mà Yukio đã cấy hạt giống vào là Noriko đã thật sự trở thành Ken trước kia và hạt giống được cấy vào cô bé nhanh chóng nảy mầm. Hắn lấy bông hoa đã nảy mầm và giết BlackWarGreymon, trước khi chết, anh ta đã lấy thân mình phong ấn cánh cổng kĩ thuật số. Hôm sau, nhóm bạn kịp thời đuổi theo Oikawa khi hắn đưa bọn trẻ qua thế giới số nhưng thế giới mà tất cả vừa đến là một thế giới khác song song với hai thế giới kia. Trước tình thế đó, toàn bộ hắc ám rút ra khỏi Oikawa, hiện nguyên hình thành BelialVamdemon và tiêu diệt Archnemon và Mummymon ngay sau đó. Không còn cách nào khác, nhóm bạn đùng tất cả các dạng tiến hóa của Digimon đồng hành của mình tấn công BelialVamdemon nhưng đã vô tình tạo lỗ hổng đến thế giới số ở đòn quyết định nên hắn bước qua và gia tăng hoàn toàn sức mạnh đến nỗi không thể chống trả được. Tại thế giới thực, ngay khi đêm tối bao phủ toàn cầu, hàng triệu đứa trẻ được chọn đồng loạt mở cảnh cổng kĩ thuật số đến với các Digimon đồng hành đang tập trung cùng với nhóm bạn Daisuke. Tất cả mọi người phải thuyết phục nhóm trẻ thay đổi suy nghĩ tiêu cực thành tích cực để BelialVamdemon yếu đi và tiêu diệt hắn một cách dễ dàng. Sau khi BelialVamdemon rời khỏi người, Oikawa bị kiệt sức lực hoàn toàn, ông đã chấp nhận cái chết để hồi sinh thế giới số và linh hồn ông sẽ ở lại đó mãi mãi.
Toàn bộ câu chuyện ở hai series đầu tiên này được Takeru viết thành một tác phẩm văn học ở 25 năm sau biến cố này. Trong thời gian ấy, nhóm bạn Taichi và Daisuke đã trưởng thành và thế giới kĩ thuật số sẽ tiếp tục được bảo vệ bởi chính những người con của họ.

## Sản xuất

### Anime
Digimon Adventure 02 được sản xuất bởi Toei Animation với 50 tập được phát sóng trên Fuji TV tại Nhật Bản từ 2 tháng 4 năm 2000 đến 25 tháng 3 năm 2001. Ca khúc mở đầu chính series là "Target ~Akai Shougeki~" (ターゲット～赤い衝撃～ Tāgetto ~Akai Shōgeki~) của Wada Kouji. Bài "Ashita wa Atashi no Kaze ga Fuku" (明日はあたしの風が吹く) của Maeda Ai được chọn làm bài hát kết thúc 25 tập đầu, còn 25 tập còn lại là bài "Itsumo Itsudemo" (いつもいつでも). Nhạc lồng trong phim gồm sáu bài: "Break up!", "brave heart" và "Beat Hit!!" của Miyazaki Ayumi, "Boku wa Boku Datte" (僕は僕だって) của Wada Kouji, "Now is the time" của Maeda Ai, "Butter-Fly" của Wada Kouji và "Bokura no Digital World" (僕らのデジタルワールド Bokura no Degitaru Wārudo) của Digimon All Stars, Wada Kouji và Maeda Ai.

### Phân vai lồng tiếng
| Nhân vật         | Diễn viên lồng tiếng Nhật | Diễn viên lồng tiếng Anh |
| ---------------- | ------------------------- | ------------------------ |
| Motomiya Daisuke | Kiuchi Reiko              | Brian Donovan            |
| Inoue Miyako     | Natsuki Rio               | Tifanie Christun         |
| Hida Iori        | Urawa Megumi              | Philece Sampler          |
| Takaishi Takeru  | Yamamoto Taisuke          | Doug Erholtz             |
| Yagami Hikari    | Araki Kae                 | Lara Jill Miller         |
| Ichijouji Ken    | Paku Romi                 | Derek Stephen Prince     |
| V-mon (Veemon)   | Noda Junko                | Derek Stephen Prince     |
| Hawkmon          | Tōchika Kōichi            | Neil Kaplan              |
| Amardimon        | Urawa Megumi              | Robert Axelrod           |
| Patamon          | Matsumoto Miwa            | Laura Summer             |
| Tailmon          | Tokumitsu Yuka            | Edie Mirman              |
| Wormmon          | Takahashi Naozumi         | Paul St. Peter           |
| Yagami Taichi    | Fujita Toshiko            | Joshua Seth              |
| Ishida Yamato    | Kazama Youto              | Michael Reisz            |
| Takenouchi Sora  | Mizutani Yuko             | Colleen O'Shaughnessey   |
| Izumi Koushiro   | Tenjin Umi                | Mona Marshall            |
| Tachikawa Mimi   | Maeda Ai                  | Philece Sampler          |
| Kido Jou         | Kikuchi Masami            | Michael Lindsay          |
| Agumon           | Sakamoto Chika            | Tom Fahn                 |
| Gabumon          | Yamaguchi Mayumi          | Kirk Thornton            |
| Piyomon          | Shigematsu Atori          | Tifanie Christun         |
| Tentomon         | Sakurai Takahiro          | Jeff Nimoy               |
| Palmon           | Mizowaki Shihomi          | Anna Garduno             |
| Gomamon          | Takeuchi Junko            | R. Martin Klein          |